# Paranthura latipes
Paranthura latipes är en kräftdjursart som beskrevs av Barnard 1955. Paranthura latipes ingår i släktet Paranthura och familjen Paranthuridae. Inga underarter finns listade i Catalogue of Life.